# Internacia scienca asocio esperantista
La Internacia Scienca Asocio Esperantista (ISAE, en español: Asociación científica internacional esperantista), es una asociación esperantista fundada en 1906, es la primera asociación esperantoparlante en la cual conocedores de todas las áreas de las ciencias, tanto profesionales como aficionados e interesados acerca de la ciencia, se reúnen en una sola asociación de alcance internacional utilizando el Esperanto para discutir temas de ciencia y tecnología. 
Según su estatuto, el objetivo de la asociación es la difusión de la lengua internacional Esperanto en todas las esferas de la ciencia y la tecnología, y al mismo tiempo acercar al público al idioma y promover su aceptación. La asociación cuenta con su propia revista, llamada "Scienca Revuo", la cual es la continuación de la antigua revista de la organización llamada "Internacia Scienca Revuo" fundada en 1904, la revista aparece 4 veces al año y contiene artículos científicos escritos originalmente en Esperanto por autores de cualquier nacionalidad y de conocimiento de cualquier rama de la ciencia. 
Joseph John Thomson, descubridor del electrón, fue uno de los primeros vicepresidentes de ISEI, el actual presidente de la asociación es el alemán Rüdiger Sachs.